# Карула
Ќарула' ниско је и благо заталасано побрђе моренског порекла у јужном делу Естоније. Подручје је познато по бројним мањим ледничким језерима, а због свог еколошког значаја претворено је у национални парк Карула.
Највише тачке побрђа је брдо Торнимаги (ест. Tornimägi) које лежи на надморској висини од 137 метара.